# Kuromasu
Kuromasu (Japans: 黒マスはどこだ) is een puzzel van de Japanse uitgever Nikoli.
Het Japans kuromasu wa doko da betekent: waar zijn de zwarte vakken (massa's).

## Regels
Op een wit rechthoek, opgedeeld in kwadraten of vakken, staan getallen. Met behulp van deze getallen moet men zwarte vakken proberen te vinden, waarbij de volgende regels gelden:
- Vakken met een getal zijn en blijven wit.
- Het getal geeft aan hoeveel witte vakken (inclusief het vak met getal) er totaal in horizontale en verticale richting te zien zijn vanuit het vak met het getal, tot aan de rand van de rechthoek of tot aan een zwart vak.
- Zwarte vakken liggen nooit zij aan zij.
- Alle witte vakken zijn met elkaar verbonden.

## Voorbeelden
Een zelf gemaakt Kuromasu:

### Oplossing stapsgewijs van het voorbeeld
Er zijn verschillende strategieën. Onderstaande methode is daar een van.
- Alle velden met een cijfer blijven wit.
- Voor het veld met 10 is er maar één mogelijkheid, alle horizontale en alle verticale velden blijven wit.
- Het veld met de 2 zal omgeven moeten worden door drie zwarte vakken. De 3 eronder zorgt ervoor dat het derde zwarte vak onder de 3 komt. De overige twee vakken zijn daarmee ook bekend.
- Vanuit de 3 zijn nu verticaal twee vakken zichtbaar. Dat betekent dat het vak direct naast de 4 ook zwart moet worden.
- Vanuit de 6 zijn er reeds drie witte vlakken bekend. Dat betekent dat er horizontaal nog drie bij moeten komen en het uiterst linkse vak zwart wordt.
- Het vlak onder de 4 op de bovenste rij kan niet zwart zijn. Het vak links van de vier is dus wit, en dat daarnaast zwart.
- Voor de 3 links bovenin blijft er nog slechts één mogelijkheid over
- Voor de overgebleven 4 ten slotte, zijn alle vier de witte vlakken nu ook bekend en het vakje er direct onder moet dus zwart worden.